# Österreichischer Bauherrenpreis 2024
Mit dem Österreichischen Bauherrenpreis der Zentralvereinigung der Architekten Österreichs wurden im Jahr 2024 folgende Projekte ausgezeichnet:
| Realisierung                                                     | Bauherr | Planer                                              |
| ---------------------------------------------------------------- | --- | --------------------------------------------------- |
| Weitergebaut – Neue Bürowelt Haberkorn, Wolfurt, Vorarlberg      | Haberkorn GmbH – Vorstand Wolfgang Baur und Projektleiterin Andrea Sutterlüty | NONA Architektinnen – Anja Innauer und Nora Heinzle |
| Buchhammerhof Martinsbach, Kaunerberg, Tirol                     | Wilhelm Buchhammer | Architekt Harald Kröpfl                             |
| Einfamilienhaus mit Schilfdach, Weiden am See, Burgenland        | Marina Rosa, Jacobus van Hoorne | Gilbert Berthold                                    |
| Drauforum Oberdrauburg, Kärnten                                  | Marktgemeinde Oberdrauburg mit Bürgermeister Stefan Brandstätter | Architekturbüro Eva Rubin                           |
| KinderKunstLabor, St. Pölten, Niederösterreich                   | Stadt St. Pölten – Bürgermeister Matthias Stadler, Baudirektor Wolfgang Lengauer, NÖ Kulturwirtschaft GesmbH – Martin Maurer, KinderKunstLabor – Künstlerische Leiterin Mona Jas | Schenker Salvi Weber Architekten ZT GmbH            |
| Wohnprojekt „Die Auenweide“, St. Andrä-Wördern, Niederösterreich | Verein Wohnprojekt Wördern, Markus Spitzer Projektinitiator | einszueins architektur ZT GmbH                      |
| Universität Innsbruck – Ágnes Heller Haus, Tirol                 | BIG Bundesimmobiliengesellschaft m.b.H & Leopold-Franzens-Universität Innsbruck                                                                                                  | mohr niklas architekten ZT GmbH                     |

Nach 119 Einreichungen ergaben sich 23 Nominierungen. Die Hauptjury bestand aus Gabriele Kaiser aus Wien, Armin Pedevilla aus Bruneck und Yves Schihin aus Zürich.

## Wikilinks
- ZV: Bauherrenpreis 2024